# Périodisation de la Mésoamérique
La périodisation de la Mésoamérique est un outil et un sujet d'étude fondamental des historiens mésoaméricanistes.

## Périodisation classique

### Genèse
Les premières périodisations des cultures indigènes du Mexique, à l'époque coloniale, longtemps avant que le concept d'une super-aire culturelle mésoaméricaine ne soit publié, étaient basées sur la tradition historique indigène, qui concevait l'histoire comme une succession d'États puissants.
La première périodisation scientifique basée sur la méthodologie historique occidentale et archéologique fut publiée par Manuel Gamio, qui regroupa en 1912 les différents types de céramiques retrouvées dans le bassin de Mexico en trois grandes périodes : celle des collines, celle de Teotihuacan et celle de la vallée (ou des Aztèques).
Quelques années plus tard, en 1917, Herbert Spinden publia la première périodisation générale des civilisations du Mexique et d'Amérique centrale,.
En 1942, Alfonso Caso, sur la base des travaux de Spinden, proposa une périodisation en quatre époques : Horizon I (dit archaïque, entre -500 et 300), Horizon II (dit Tzakol, entre 300 et 600), Horizon III (dit Tepeu, entre 600 et 900) et Horizon IV (dit Mixtèque-Puebla, entre 900 et 1521) ; selon Alfredo López Austin et Leonardo López Luján, c'est la première périodisation vraiment spécifique à la Mésoamérique.
En 1948, la proposition de Pedro Armillas de remplacer les critères de périodisation basés sur la différenciation de styles artistiques par des critères économiques fut le point de départ de nombreuses nouvelles périodisations de la Mésoamérique.
En 1951, Robert Wauchope proposa de désigner la période précédant l'apogée de la civilisation maya par l'expression de « période préclassique » au lieu d'« archaïque » ; en effet, après la mise au jour au XIXe siècle de nombreux sites archéologiques mayas, les américanistes, sur la base d'une comparaison entre la civilisation maya et celle de la Grèce antique, prirent l'habitude de qualifier de « classique » la période d'apogée de la civilisation maya.
Dans la décennie suivante, la division en trois périodes (préclassique, classique et postclassique) se généralisa. Ces trois périodes ont été alors progressivement subdivisées de manière plus fine. Des dénominations supplémentaires sont apparues, comme le protoclassique (du début du IIe siècle av. J.-C. à la fin du IIe siècle apr. J.-C.) et l'épiclassique (d'environ 650 à 900 apr. J.-C.) ; pour la préhistoire de la Mésoamérique, on a également parfois distingué une période archaïque (d'environ 8000 à 2500 av. J.-C.) antérieure au préclassique.

### Définition commune des périodes
Les dates de début et de fin de chaque époque ont fait l'objet de nombreuses recherches et discussions, mais on attribue traditionnellement les dates suivantes à chaque période :
- préclassique (également appelée formative, en particulier dans les publications en anglais) : de 2500 av. J.-C. à 200 ap. J.-C.;
  - préclassique ancien : de 2500 av. J.-C. à 1200 av. J.-C. ;
  - préclassique moyen : de 1200 av. J.-C. à 400 av. J.-C. ;
  - préclassique récent (ou tardif) : de 400 av. J.-C. à 200 ap. J.-C. ;
- classique : de 200 à 900 ap. J.-C.;
  - classique ancien : de 200 à 600 ap. J.-C. ;
  - épiclassique (ou classique récent, ou classique tardif) : de 600 à 900 ap. J.-C. ;
- postclassique : de 900 ap. J.-C. à la conquête espagnole;
  - postclassique ancien : de 900 à 1200 ap. J.-C. ;
  - postclassique récent (ou tardif) : de 1200 à la conquête espagnole.

Le début du classique pose particulièrement problème. Linda Schele date le début du classique à l'aide de la première stèle datée 199 tandis que Nikolai Grube, qui fixe le début du «classique» à 250, considère que ce n'est qu'une convention qui « a pour but de donner un cadre chronologique ».

## Périodisations alternatives
Même si le cadre de référence de quasiment tous les mésoaméricanistes reste le schéma ci-dessus, il a été critiqué par de nombreux éminents chercheurs, qui ont proposé des périodisations alternatives. Toutefois, très peu de mésoaméricanistes[Qui ?] ont adopté une de ces périodisations alternatives,.

### Román Piña Chán
Román Piña Chán, un des représentants de l'archéologie sociale, a proposé en 1975 un modèle de périodisation tâchant de mieux rendre compte de l'évolution de l'organisation socio-politique des cultures mésoaméricaines :
- Étape des groupes nomades.
- Période des chasseurs-cueilleurs : de -20000 à -5500.
- Étape des communautés sédentaires.
- Période agricole initiale : de -5500 à -2500.
- Période agricole villageoise : de -2500 à -1200.
- Étape des villages et seigneuries théocratiques.
- Période des centres cérémoniels : de -1200 à 200.
- Étape des seigneuries et des États militaristes.
- Période pré-impérialiste : de 900 à 1300.
- Période impérialiste : de 1300 à 1521.

### Christian Duverger
Christian Duverger reproche à la périodisation classique d'impliquer un jugement de valeur : pré impliquant que la civilisation en question n'est qu'en gestation, et post qu'elle est entrée en décadence. Il utilise donc un cadre chronologique en cinq époques, basé notamment sur la notion d’horizon déjà utilisée en 1942 par Alfonso Caso dans une des premières périodisations de la Mésoamérique :
- Époque I (1200 à 500 av. J.-C.) : horizon olmèque[12];
- Époque II (500 av. J.-C. à 200 apr. J.-C.) : multiplication des centres cérémoniels[12];
- Époque III (du IIIe au IXe siècle) : rivalité entre l'aire nahua et l'aire maya[12];
- Époque IV (du IXe siècle au début du XIVe siècle) : horizon toltèque caractérisé par une uniformisation culturelle, liée en particulier à l'extension de l'aire nahua[12];
- Époque V (du début du XIVe siècle à la conquête espagnole) : horizon aztèque caractérisé par la nahuatlisation générale de la Mésoamérique et sa domination par la triple alliance aztèque[12].